# 勒内·瓦隆
勒内·瓦隆（法語：René Vallon，也译作环龙、环落，1880年3月2日—1911年5月6日），法国飞行家，曾于1911年在上海两次举办飞行表演，并于第二次表演中丧生。

## 生平
瓦隆于1880年出生在法国巴黎。1910年初开始从事飞行活动，在巴黎郊外的伊西莱穆利诺学习飞行，并于同年3月18日获得法国航空俱乐部飞行员称号。1911年1月10日，瓦隆携带飞机乘船抵达上海。

## 延伸阅读
- 王安忆. . 上海文学. 1986年第一期  [2015-02-25]. （原始内容存档于2019-09-14）.